# Apetina

Apetina é uma cidade do Suriname, localizada no distrito de Sipaliwini, a 141m do nível do mar.